# Лоррейн (Нью-Йорк)
Лоррейн (англ. Lorraine) — місто (англ. town) в США, в окрузі Джефферсон штату Нью-Йорк. Населення — 924 особи (2020).

## Демографія
Згідно з переписом 2010 року, у місті мешкало 1037 осіб у 383 домогосподарствах у складі 285 родин. Було 461 помешкання
Расовий склад населення:
| - 98,0 % — білих - 0,2 % — вихідців з тихоокеанських островів - 0,2 % — корінних американців - 0,2 % — чорних або афроамериканців - 0,2 % — азіатів |

До двох чи більше рас належало 1,1 %. Частка іспаномовних становила 0,7 % від усіх жителів.
За віковим діапазоном населення розподілялося таким чином: 24,6 % — особи молодші 18 років, 64,6 % — особи у віці 18—64 років, 10,8 % — особи у віці 65 років та старші. Медіана віку мешканця становила 40,0 року. На 100 осіб жіночої статі у місті припадало 103,7 чоловіків;  на 100 жінок у віці від 18 років та старших — 105,2 чоловіків також старших 18 років.
Середній дохід на одне домашнє господарство  становив 58 206 доларів США (медіана — 43 068), а середній дохід на одну сім'ю — 65 376 доларів (медіана — 52 750). Медіана доходів становила 51 607 доларів для чоловіків та 34 706 доларів для жінок. За межею бідності перебувало 17,4 % осіб, у тому числі 24,0 % дітей у віці до 18 років та 7,5 % осіб у віці 65 років та старших.
Цивільне працевлаштоване населення становило 360 осіб. Основні галузі зайнятості: освіта, охорона здоров'я та соціальна допомога — 23,1 %, мистецтво, розваги та відпочинок — 11,4 %, будівництво — 10,6 %, роздрібна торгівля — 10,3 %.